# تانیث بلبین وایت
تانیث بلبین وایت (انگلیسی: Tanith Belbin White؛ زادهٔ ۱۱ ژوئیهٔ ۱۹۸۴) رقصنده روی یخ اهل ایالات متحده آمریکا است.